# Soluzione Greca
Soluzione Greca (in greco Ελληνική Λύση?, Ellīnīkí Lýsī) è un partito politico greco di estrema destra e nazionalista.

## Storia
Il partito è stato fondato il 28 giugno 2016 dal giornalista ed ex-membro del Raggruppamento Popolare Ortodosso Kyriakos Velopoulos. La presentazione ufficiale del partito ha avuto luogo il 7 ottobre 2016 presso lo Stadio della pace e dell'amicizia ad Atene.
Alle elezioni del Parlamento Europeo del 2019, il partito ottiene il 4,18% dei suffragi (236.361 voti), eleggendo quindi un eurodeputato, che ha aderito al Gruppo dei Conservatori e dei Riformisti Europei.

## Ideologia
Il partito è caratterizzato da un'ideologia di estrema destra e di populismo di destra, con una posizione critica nei confronti delle politiche UE e favorevole, al contrario, a rafforzare i rapporti con la Russia.
In particolare, Soluzione Greca è un partito nazionalista greco che enfatizza l'azione contro l'immigrazione illegale, compresa l'installazione di una recinzione elettrica al confine della Grecia con la Turchia e la detenzione di immigrati illegali su isole disabitate in attesa della deportazione. Peraltro, il partito sostiene la chiusura delle ONG che operano in Grecia, descrivendole come «associazioni di trafficanti».
In politica interna, il partito non esclude l'applicazione della pena di morte nei confronti degli spacciatori di droga e dei pedofili.
Velopoulos ha espresso ammirazione per il primo ministro ungherese Viktor Orbán e il governo del suo partito Fidesz in Ungheria, in particolare le politiche economiche e migratorie del paese. Ha anche affermato che il partito sta per «la Grecia prima di tutto», in riferimento al programma politico America First del presidente degli Stati Uniti Donald Trump.
Secondo il sito web del partito, Soluzione Greca intende investire nel settore primario dell'economia. Il partito si oppone all'Accordo di Prespa e all'utilizzo del termine "Macedonia" nel nome della confinante Macedonia del Nord. Soluzione Greca è a favore della creazione una Zona economica esclusiva e dello sfruttamento delle risorse minerarie della Grecia per l'industria pesante, oltre che promuovere una riforma del sistema scolastico e di quello sanitario e supportare posizioni vicine alla Chiesa greco-ortodossa.
In politica estera, il partito aspira a relazioni di amicizia con la Russia e con la Cina.

## Risultati elettorali
| Elezione                 | Voti    | %    | Seggi    | Posizione   |
| ------------------------ | ------- | ---- | -------- | ----------- |
| Parlamentari 2019        | 208.805 | 3,70 | 10 / 300 | Opposizione |
| Parlamentari maggio 2023 | 262.529 | 4,45 | 16 / 300 | Opposizione |
| Parlamentari giugno 2023 | 231.378 | 4,44 | 12 / 300 | Opposizione |

Europee:
| Elezione     | Voti    | %    | Seggi  |
| ------------ | ------- | ---- | ------ |
| Europee 2019 | 236.361 | 4,18 | 1 / 21 |
| Europee 2024 | 369.727 | 9,30 | 2 / 21 |